# Horse Stories
Horse Stories è il terzo album del gruppo rock Dirty Three, trio strumentale australiano.

## Tracce
1. 1000 Miles – 4:40
2. Sue's Last Ride – 7:22
3. Hope – 4:53
4. I Remember A Time When You Used To Love Me – 6:11
5. At The Bar – 6:39
6. Red – 3:54
7. Warren's Lament – 8:44
8. Horse – 5:38
9. I Knew It Would Come To This – 8:38